# Centro de Internamiento de Bagram
El Centro de Internamiento de Bagram fue una controvertida instalación de detenciones en la antigua base de Bagram de la Fuerza Aérea de los Estados Unidos en Afganistán. Inicialmente fue conocida como Punto de Colección Bagram. A pesar de que su propósito inicial era el de ser un centro temporal, estas instalaciones han perdurado e incluso han acumulado más detenidos que el campo de detenciones en la Bahía de Guantánamo. Algunos de los detenidos, se afirma, han sufrido diversos abusos.

## Sitio
Durante la ocupación de Afganistán por parte de la Unión Soviética, las fuerzas del ejército soviético construyeron una base aérea en las afueras de Bagram. Estas instalaciones incluían numerosos hangares, que quedaron en ruinas después de la salida del ejército soviético. 
Cuando las tropas estadounidenses y sus aliados expulsaron a los talibanes, tomaron posesión de la antigua base soviética. Los militares estadounidenses no necesitaban de gran parte de los hangares así que un centro de detención fue construido en este espacio. Al igual que en las primeras instalaciones del Campo X-Ray en Guantánamo, las celdas eran simples espacios confinados con malla de acero. Sin embargo, los individuos detenidos en confinamiento solitario, disponían de una celda individual mientras que los demás compartían grandes celdas abiertas con otros detenidos.
En 2013 pasaría a estar bajo el control del gobierno afgano.